# Jambusar
Jambusar è una suddivisione dell'India, classificata come municipality, di 38.771 abitanti, situata nel distretto di Bharuch, nello stato federato del Gujarat. In base al numero di abitanti la città rientra nella classe III (da 20.000 a 49.999 persone).

## Geografia fisica
La città è situata a 22° 3' 0 N e 72° 47' 60 E e ha un'altitudine di 3 m s.l.m.

## Società

### Evoluzione demografica
Al censimento del 2001 la popolazione di Jambusar assommava a 38.771 persone, delle quali 20.123 maschi e 18.648 femmine. I bambini di età inferiore o uguale ai sei anni assommavano a 5.489, dei quali 2.889 maschi e 2.600 femmine. Infine, coloro che erano in grado di saper almeno leggere e scrivere erano 25.996, dei quali 15.072 maschi e 10.924 femmine.